# Пјано ди Сото (Мачерата)
Пјано ди Сото (итал. Piano di Sotto) насеље је у Италији у округу Мачерата, региону Марке.
Према процени из 2011. у насељу је живело 28 становника. Насеље се налази на надморској висини од 448 м.